# Иречек (село)
Иречек (болг. Иречек) — село в Болгарии. Находится в Добричской области, входит в общину Каварна. Население составляет 17 человек.

## Политическая ситуация
В местном кметстве Видно, в состав которого входит Иречек, должность кмета (старосты) исполняет Донка Стоянова Велева (Болгарская социалистическая партия (БСП)) по результатам выборов.
Кмет (мэр) общины Каварна — Цонко Здравков Цонев (независимый) по результатам выборов.